# Abdelaziz Baraka Sakin
Abdelaziz Baraka Sakin (en árabe: عبد العزيز بركة ساكن‎, nacido en Kassala, Sudán, en 1963) es un escritor de ficción sudanés con raíces en Darfur, en el oeste de Sudán, cuya obra literaria fue prohibida en Sudán en 2011. Desde 2012 vive exiliado en Austria. Es conocido sobre todo por sus novelas El Mesías de Darfur y El Jungo, traducidas del árabe original al francés, inglés, español y alemán.
Según el crítico literario sudanés Lemya Shammat, "Sakin ha reflexionado repetidamente sobre la complejidad de la experiencia humana durante el conflicto, reflejando la horrible masa de contradicciones que trae la guerra".

## Vida y carrera literaria.
Baraka Sakin nació en la ciudad sudanesa de Kassala, cerca de la frontera con Eritrea, pero las raíces de su familia se remontan a Darfur, en el oeste de Sudán. Es licenciado en administración de empresas por la Universidad de Assiut en Egipto, y ha ejercido diferentes actividades profesionales a lo largo de su vida: como trabajador manual, profesor de secundaria, consultor de UNICEF en Darfur, o como empleado de una ONG internacional por los derechos de la infancia.
Su obra literaria, que habla de los marginados y la guerra, con referencias al genocidio de Darfur y la dictadura en Sudán bajo Omar al-Bashir, se publica en árabe en Egipto. Es popular entre los lectores sudaneses, que habían estado introduciendo sus libros de contrabando en su país después de su interdicción en 2009. El escritor sudanés Ayman Bik calificó la novela El Mesías de Darfur como "un gran paso adelante, hacia la liberación de nuestros lazos históricos con respecto a la región de Darfur, y con respecto al racismo sistemático y las masacres cometidas en la región".
En 2011, Baraka Sakin recibió el premio Al-Tayeb Salih de escritura creativa en la feria del libro de Jartum por su novela The Jungo – Stakes of the Earth, que trata sobre las condiciones en una prisión de mujeres en El-Gadarif, en el este de Sudán. Poco después de su publicación, las autoridades sudanesas confiscaron y prohibieron sus libros. En 2012, Baraka Sakin abandonó Sudán y se exilió en Austria, donde vive desde 2012.

### Traducciones y recepción
Después de la edición original, su novela The Jungo – Stakes of the Earth se publicó traducida al inglés y al francés. Su cuento A Woman from Kampo Kadees fue incluido en la antología Nouvelles du Soudan en 2010. La traducción al francés de El Mesías de Darfur ganó el Prix Les Afriques en 2017. En Francia, también publicó un libro para niños en una edición multilingüe en árabe, inglés y francés.
Varios de sus cuentos fueron traducidos al alemán por el escritor sudanés-austríaco Ishraga Mustafa. En septiembre de 2016 fue invitado a Berlín como participante del Festival Internacional de Literatura, y en 2019 al festival de literatura africana Crossing Borders en Colonia, Alemania. Su novela El Mesías de Darfur se publicó traducida al alemán en octubre de 2021. En una reseña para el portal en línea alemán Qantara, el también escritor Volker Kaminski escribió sobre la novela:

The reader is caught up in the fate of a population trapped in a brutal civil war between government troops and rebels, with huge loss of life and little chance of survival. There are however strong, outstanding individuals who put up a brave, radical fight such as Abdarrahman, a war orphan who gave herself a boy’s name.
Volker Kaminski

Baraka Sakin recibió el Premio de Cuento Corto de la BBC para el Mundo Árabe por Una mujer de Kampo Kadees en 1993, y en 2020, el Premio de Literatura Árabe del Instituto del Mundo Árabe (IMA) en París por la traducción al francés de su novela El Jungo – Apuestas de la Tierra. Al comentar sobre este premio, dijo en una entrevista: "... este premio llegó en el momento justo porque mi novela habla sobre la tolerancia religiosa, el amor y la humanidad, donde ahora vivimos en un mundo desgarrado por luchas de identidad, pasando por lo que parece un choque de civilizaciones”.
Baraka Sakin ha escrito para varias revistas en árabe: Al Arabi magazine (Kuweit), Al Naqid (Londres), Nazwa magazine (Omán), Journal of Palestine Studies (París, en francés), Doha Magazine (EAU), Banipal (Londres), o el periódico Dastoor (Londres).

Violence is carried on the back of the writer … who must write it all down. And in the midst of this storm of violence, there is the struggle for life, a flash of joy and pleasure.
Abdelaziz Baraka Sakin

A fines de agosto de 2022, la ciudad austriaca de Graz anunció que Baraka Sakin había sido nominado para su premio literario Stadtschreiber von Graz (Escritor de la ciudad de Graz) para 2022/23. Este premio, al que se han presentado actualmente 29 escritores, pretende permitir a los galardonados "mirar la ciudad desde fuera y dedicarse a su posterior desarrollo literario". El jurado explicó el premio con las siguientes palabras: “Abdelaziz Baraka Sakin demuestra en sus novelas que es un astuto observador de las realidades socioeconómicas y, por último, pero no menos importante, un convincente analista de mitos e ideologías. El narrador contrarresta la falta de autenticidad de los regímenes tecnocráticos y el abstruso irracionalismo con ironía, sátira y humor negro”.